# Dirka po Italiji 2022
Dirka po Italiji 2022 (italijansko Giro d'Italia 2022) je 105. izvedba dirke po Italiji, tritedenske moške cestne kolesarske etapne dirke. Začela se je 6. maja v Budimpešti in končala 29. maja v Veroni. Sodelovalo je 176 kolesarjev iz 22-ih ekip. Rožnato majico je prvič osvojil Jai Hindley (Bora–Hansgrohe), drugo mesto Richard Carapaz (Ineos Grenadiers), tretje pa Mikel Landa (Team Bahrain Victorious). Vijolično majico je osvojil Arnaud Démare (Groupama–FDJ), modro majico Koen Bouwman (Team Jumbo–Visma), belo majico pa Juan Pedro López Pérez (Trek–Segafredo).

## Ekipe
UCI WorldTeams
- AG2R Citroën Team
- Astana Qazaqstan Team
- Bora–Hansgrohe
- Cofidis
- EF Education–EasyPost
- Groupama–FDJ
- Ineos Grenadiers
- Intermarché–Wanty–Gobert Matériaux
- Israel–Premier Tech
- Lotto–Soudal
- Movistar Team
- Quick-Step Alpha Vinyl Team
- Team Bahrain Victorious
- Team BikeExchange–Jayco
- Team DSM
- Team Jumbo–Visma
- Trek–Segafredo
- UAE Team Emirates

UCI ProTeams
- Alpecin–Fenix
- Bardiani–CSF–Faizanè
- Drone Hopper–Androni Giocattoli
- Eolo–Kometa

## Etape
| Etapa  | Datum   | Štart/Cilj                                      | Razdalja  | Tip       | Tip                    | Zmagovalec                 |           |
| ------ | ------- | ----------------------------------------------- | --------- | --------- | ---------------------- | -------------------------- | --------- |
| 1      | 6. maj  | Budimpešta (Madžarska) — Višegrad (Madžarska)   | 195 km    |           | ravninska etapa        | Mathieu van der Poel (NED) |           |
| 2      | 7. maj  | Budimpešta (Madžarska)                          | 9,2 km    |           | posamični kronometer   | Simon Yates (GBR)          |           |
| 3      | 8. maj  | Kaposvár (Madžarska) — Balatonfüred (Madžarska) | 201 km    |           | ravninska etapa        | Mark Cavendish (GBR)       |           |
|        | 9. maj  | Avola                                           | Avola     |           | dan počitka            | dan počitka                |           |
| 4      | 10. maj | Avola — Etna                                    | 172 km    |           | gorska etapa           | Lennard Kämna (GER)        |           |
| 5      | 11. maj | Catania — Messina                               | 174 km    |           | ravninska etapa        | Arnaud Démare (FRA)        |           |
| 6      | 12. maj | Palmi — Scalea                                  | 192 km    |           | ravninska etapa        | Arnaud Démare (FRA)        |           |
| 7      | 13. maj | Diamante — Potenza                              | 196 km    |           | hribovito-gorska etapa | Koen Bouwman (NED)         |           |
| 8      | 14. maj | Neapelj — Neapelj                               | 153 km    |           | hribovita etapa        | Thomas De Gendt (BEL)      |           |
| 9      | 15. maj | Isernia — Blockhaus                             | 191 km    |           | gorska etapa           | Jai Hindley (AUS)          |           |
|        | 16. maj | Pescara                                         | Pescara   |           | dan počitka            | dan počitka                |           |
| 10     | 17. maj | Pescara — Jesi                                  | 196 km    |           | hribovita etapa        | Biniam Girmay (ERI)        |           |
| 11     | 18. maj | Santarcangelo di Romagna — Reggio Emilia        | 203 km    |           | ravninska etapa        | Alberto Dainese (ITA)      |           |
| 12     | 19. maj | Parma — Genova                                  | 204 km    |           | hribovito-gorska etapa | Stefano Oldani (ITA)       |           |
| 13     | 20. maj | Sanremo — Cuneo                                 | 150 km    |           | ravninska etapa        | Arnaud Démare (FRA)        |           |
| 14     | 21. maj | Santena — Torino                                | 147 km    |           | gorska etapa           | Simon Yates (GBR)          |           |
| 15     | 22. maj | Rivarolo Canavese — Cogne                       | 178 km    |           | gorska etapa           | Giulio Ciccone (ITA)       |           |
|        | 23. maj | Salò                                            | Salò      |           | dan počitka            | dan počitka                |           |
| 16     | 24. maj | Salò — Aprica                                   | 202 km    |           | gorska etapa           | Jan Hirt (CZE)             |           |
| 17     | 25. maj | Ponte di Legno — Lavarone                       | 168 km    |           | gorska etapa           | Santiago Buitrago (COL)    |           |
| 18     | 26. maj | Borgo Valsugana — Treviso                       | 156 km    |           | ravninska etapa        | Dries De Bondt (BEL)       |           |
| 19     | 27. maj | Marano Lagunare — Santuario di Castelmonte      | 177 km    |           | gorska etapa           | Koen Bouwman (NED)         |           |
| 20     | 28. maj | Belluno — Marmolada                             | 168 km    |           | gorska etapa           | Alessandro Covi (ITA)      |           |
| 21     | 29. maj | Verona                                          | 17.4 km   |           | posamični kronometer   | Matteo Sobrero (ITA)       |           |
| Skupaj | Skupaj  | Skupaj                                          | 3449,6 km | 3449,6 km | 3449,6 km              | 3449,6 km                  | 3449,6 km |

## Razvrstitev po klasifikacijah
| Etapa  | Zmagovalec           | Rožnata majica ·     | Vijolična majica ·   | Modra majica ·       | Bela majica ·    | Ekipno                             | Vmesni šprinti   | Borbenost ·          | Begi        | Športnost               |
| ------ | -------------------- | -------------------- | -------------------- | -------------------- | ---------------- | ---------------------------------- | ---------------- | -------------------- | ----------- | ----------------------- |
| 1      | Mathieu van der Poel | Mathieu van der Poel | Mathieu van der Poel | Mathieu van der Poel | Biniam Girmay    | Ineos Grenadiers                   | Filippo Tagliani | Lennard Kämna        | Mattia Bais | Alpecin–Fenix           |
| 2      | Simon Yates          | Mathieu van der Poel | Mathieu van der Poel | Mathieu van der Poel | Matteo Sobrero   | Team Jumbo–Visma                   | Mattia Bais      | Rick Zabel           | Mattia Bais | Alpecin–Fenix           |
| 3      | Mark Cavendish       | Mathieu van der Poel | Mathieu van der Poel | Rick Zabel           | Matteo Sobrero   | Team Jumbo–Visma                   | Filippo Tagliani | Mattia Bais          | Mattia Bais | Alpecin–Fenix           |
| 4      | Lennard Kämna        | Juan Pedro López     | Mathieu van der Poel | Lennard Kämna        | Juan Pedro López | Bora–Hansgrohe                     | Filippo Tagliani | Stefano Oldani       | Mattia Bais | Trek–Segafredo          |
| 5      | Arnaud Démare        | Juan Pedro López     | Arnaud Démare        | Lennard Kämna        | Juan Pedro López | Bora–Hansgrohe                     | Filippo Tagliani | Mattia Bais          | Mattia Bais | Trek–Segafredo          |
| 6      | Arnaud Démare        | Juan Pedro López     | Arnaud Démare        | Lennard Kämna        | Juan Pedro López | Bora–Hansgrohe                     | Filippo Tagliani | Diego Rosa           | Mattia Bais | Trek–Segafredo          |
| 7      | Koen Bouwman         | Juan Pedro López     | Arnaud Démare        | Koen Bouwman         | Juan Pedro López | Trek–Segafredo                     | Filippo Tagliani | Tom Dumoulin         | Mattia Bais | Trek–Segafredo          |
| 8      | Thomas De Gendt      | Juan Pedro López     | Arnaud Démare        | Koen Bouwman         | Juan Pedro López | Intermarché–Wanty–Gobert Matériaux | Filippo Tagliani | Thomas De Gendt      | Mattia Bais | Bora–Hansgrohe          |
| 9      | Jai Hindley          | Juan Pedro López     | Arnaud Démare        | Diego Rosa           | Juan Pedro López | Bora–Hansgrohe                     | Filippo Tagliani | João Almeida         | Mattia Bais | Team DSM                |
| 10     | Biniam Girmay        | Juan Pedro López     | Arnaud Démare        | Diego Rosa           | Juan Pedro López | Bora–Hansgrohe                     | Filippo Tagliani | Alessandro De Marchi | Mattia Bais | Team DSM                |
| 11     | Alberto Dainese      | Juan Pedro López     | Arnaud Démare        | Diego Rosa           | Juan Pedro López | Bora–Hansgrohe                     | Filippo Tagliani | Dries De Bondt       | Mattia Bais | Team DSM                |
| 12     | Stefano Oldani       | Juan Pedro López     | Arnaud Démare        | Diego Rosa           | Juan Pedro López | Intermarché–Wanty–Gobert Matériaux | Filippo Tagliani | Lorenzo Rota         | Mattia Bais | Team DSM                |
| 13     | Arnaud Démare        | Juan Pedro López     | Arnaud Démare        | Diego Rosa           | Juan Pedro López | Intermarché–Wanty–Gobert Matériaux | Filippo Tagliani | Pascal Eenkhoorn     | Mattia Bais | Bora–Hansgrohe          |
| 14     | Simon Yates          | Richard Carapaz      | Arnaud Démare        | Diego Rosa           | João Almeida     | Bora–Hansgrohe                     | Filippo Tagliani | Richard Carapaz      | Mattia Bais | Team Bahrain Victorious |
| 15     | Giulio Ciccone       | Richard Carapaz      | Arnaud Démare        | Koen Bouwman         | João Almeida     | Bora–Hansgrohe                     | Filippo Tagliani | Giulio Ciccone       | Mattia Bais | Team Bahrain Victorious |
| 16     | Jan Hirt             | Richard Carapaz      | Arnaud Démare        | Koen Bouwman         | João Almeida     | Bora–Hansgrohe                     | Filippo Tagliani | Thymen Arensman      | Mattia Bais | Team Bahrain Victorious |
| 17     | Santiago Buitrago    | Richard Carapaz      | Arnaud Démare        | Koen Bouwman         | João Almeida     | Team Bahrain Victorious            | Filippo Tagliani | Mathieu van der Poel | Mattia Bais | Team Bahrain Victorious |
| 18     | Dries De Bondt       | Richard Carapaz      | Arnaud Démare        | Koen Bouwman         | Juan Pedro López | Team Bahrain Victorious            | Filippo Tagliani | Edoardo Affini       | Mattia Bais | Team Bahrain Victorious |
| 19     | Koen Bouwman         | Richard Carapaz      | Arnaud Démare        | Koen Bouwman         | Juan Pedro López | Team Bahrain Victorious            | Filippo Tagliani | Andrea Vendrame      | Mattia Bais | Team Bahrain Victorious |
| 20     | Alessandro Covi      | Jai Hindley          | Arnaud Démare        | Koen Bouwman         | Juan Pedro López | Team Bahrain Victorious            | Filippo Tagliani | Alessandro Covi      | Mattia Bais | Team Bahrain Victorious |
| 21     | Matteo Sobrero       | Jai Hindley          | Arnaud Démare        | Koen Bouwman         | Juan Pedro López | Team Bahrain Victorious            | Filippo Tagliani | Mathieu van der Poel | Mattia Bais | Team Bahrain Victorious |
| Skupaj | Skupaj               | Jai Hindley          | Arnaud Démare        | Koen Bouwman         | Juan Pedro López | Team Bahrain Victorious            | Filippo Tagliani | Mathieu van der Poel | Mattia Bais | Team Bahrain Victorious |

## Končna razvrstitev
| Legenda | Legenda                                  | Legenda | Legenda                                    |
| ------- | ---------------------------------------- | ------- | ------------------------------------------ |
|         | Predstavlja vodilnega v skupnem seštevku |         | Predstavlja najboljšega mladega kolesarja  |
|         | Predstavlja vodilnega po točkah          |         | Predstavlja vodilnega v gorski razvrstitvi |
|         | Predstavlja najbolj borbenega kolesarja  |         |                                            |

### Rožnata majica
| Poz. | Kolesar                  | Ekipa                              | Čas         |
| ---- | ------------------------ | ---------------------------------- | ----------- |
| 1    | Jai Hindley (AUS)        | Bora–Hansgrohe                     | 86h 31' 14" |
| 2    | Richard Carapaz (ECU)    | Ineos Grenadiers                   | + 1' 18"    |
| 3    | Mikel Landa (ESP)        | Team Bahrain Victorious            | + 3' 24"    |
| 4    | Vincenzo Nibali (ITA)    | Astana Qazaqstan Team              | + 9' 02"    |
| 5    | Pello Bilbao (ESP)       | Team Bahrain Victorious            | + 9' 14"    |
| 6    | Jan Hirt (CZE)           | Intermarché–Wanty–Gobert Matériaux | + 9' 28"    |
| 7    | Emanuel Buchmann (GER)   | Bora–Hansgrohe                     | + 13' 19"   |
| 8    | Domenico Pozzovivo (ITA) | Intermarché–Wanty–Gobert Matériaux | + 17' 29"   |
| 9    | Hugh Carthy (GBR)        | EF Education–EasyPost              | + 17' 54"   |
| 10   | Juan Pedro López (ESP)   | Trek–Segafredo                     | + 18' 40"   |

| Poz. | Kolesar                        | Ekipa                              | Čas          |
| ---- | ------------------------------ | ---------------------------------- | ------------ |
| 11   | Alejandro Valverde (ESP)       | Movistar Team                      | + 23' 24"    |
| 12   | Santiago Buitrago (COL)        | Team Bahrain Victorious            | + 24' 23"    |
| 13   | Lucas Hamilton (AUS)           | Team BikeExchange–Jayco            | + 28' 02"    |
| 14   | Guillaume Martin (FRA)         | Cofidis                            | + 28' 37"    |
| 15   | Lorenzo Fortunato (ITA)        | Eolo–Kometa                        | + 33' 15"    |
| 16   | Pavel Sivakov (FRA)            | Ineos Grenadiers                   | + 41' 43"    |
| 17   | Wilco Kelderman (NED)          | Bora–Hansgrohe                     | + 41' 45"    |
| 18   | Thymen Arensman (NED)          | Team DSM                           | + 42' 31"    |
| 19   | Lennard Kämna (GER)            | Bora–Hansgrohe                     | + 43' 58"    |
| 20   | Sam Oomen (NED)                | Team Jumbo–Visma                   | + 1h 04' 22" |
| 21   | Koen Bouwman (NED)             | Team Jumbo–Visma                   | + 1h 06' 03" |
| 22   | Joe Dombrowski (USA)           | Astana Qazaqstan Team              | + 1h 12' 21" |
| 23   | Mikaël Cherel (FRA)            | AG2R Citroën Team                  | + 1h 22' 20" |
| 24   | Luca Covili (ITA)              | Bardiani–CSF–Faizanè               | + 1h 30' 24" |
| 25   | Giulio Ciccone (ITA)           | Trek–Segafredo                     | + 1h 32' 25" |
| 26   | Bauke Mollema (NED)            | Trek–Segafredo                     | + 1h 39' 47" |
| 27   | Antonio Pedrero (ESP)          | Movistar Team                      | + 1h 50' 13" |
| 28   | Gijs Leemreize (NED)           | Team Jumbo–Visma                   | + 1h 59' 40" |
| 29   | Vadim Pronski (KAZ)            | Astana Qazaqstan Team              | + 2h 03' 10" |
| 30   | Mauri Vansevenant (BEL)        | Quick-Step Alpha Vinyl Team        | + 2h 03' 44" |
| 31   | Domen Novak (SLO)              | Team Bahrain Victorious            | + 2h 08' 46" |
| 32   | Lorenzo Rota (ITA)             | Intermarché–Wanty–Gobert Matériaux | + 2h 09' 53" |
| 33   | Damien Howson (AUS)            | Team BikeExchange–Jayco            | + 2h 14' 31" |
| 34   | Wout Poels (NED)               | Team Bahrain Victorious            | + 2h 15' 18" |
| 35   | Attila Valter (HUN)            | Groupama–FDJ                       | + 2h 15' 53" |
| 36   | Davide Formolo (ITA)           | UAE Team Emirates                  | + 2h 20' 58" |
| 37   | Diego Ulissi (ITA)             | UAE Team Emirates                  | + 2h 26' 30" |
| 38   | Ben Tulett (GBR)               | Ineos Grenadiers                   | + 2h 27' 26" |
| 39   | Chris Hamilton (AUS)           | Team DSM                           | + 2h 29' 45" |
| 40   | Mattias Skjelmose Jensen (DEN) | Trek–Segafredo                     | + 2h 33' 10" |
| 41   | Fabio Felline (ITA)            | Astana Qazaqstan Team              | + 2h 36' 40" |
| 42   | Jhonatan Narváez (ECU)         | Ineos Grenadiers                   | + 2h 37' 05" |
| 43   | Martijn Tusveld (NED)          | Team DSM                           | + 2h 38' 00" |
| 44   | Rui Costa (POR)                | UAE Team Emirates                  | + 2h 38' 11" |
| 45   | Alessandro Covi (ITA)          | UAE Team Emirates                  | + 2h 50' 07" |
| 46   | Rein Taaramäe (EST)            | Intermarché–Wanty–Gobert Matériaux | + 2h 51' 22" |
| 47   | Filippo Zana (ITA)             | Bardiani–CSF–Faizanè               | + 2h 53' 56" |
| 48   | Sylvain Moniquet (BEL)         | Lotto–Soudal                       | + 2h 54' 15" |
| 49   | Iván Ramiro Sosa (COL)         | Movistar Team                      | + 2h 55' 35" |
| 50   | Felix Gall (AUT)               | AG2R Citroën Team                  | + 2h 58' 05" |
| 51   | Ben Zwiehoff (GER)             | Bora–Hansgrohe                     | + 2h 59' 37" |
| 52   | Alessandro Tonelli (ITA)       | Bardiani–CSF–Faizanè               | + 3h 04' 45" |
| 53   | Davide Gabburo (ITA)           | Bardiani–CSF–Faizanè               | + 3h 09' 09" |
| 54   | Tobias Foss (NOR)              | Team Jumbo–Visma                   | + 3h 09' 19" |
| 55   | Andrea Vendrame (ITA)          | AG2R Citroën Team                  | + 3h 10' 26" |
| 56   | Harold Tejada (COL)            | Astana Qazaqstan Team              | + 3h 12' 38" |
| 57   | Mathieu van der Poel (NED)     | Alpecin–Fenix                      | + 3h 14' 39" |
| 58   | Nans Peters (FRA)              | AG2R Citroën Team                  | + 3h 16' 00" |
| 59   | Will Barta (USA)               | Movistar Team                      | + 3h 16' 57" |
| 60   | Jorge Arcas (ESP)              | Movistar Team                      | + 3h 18' 44" |
| 61   | Merhawi Kudus (ERI)            | EF Education–EasyPost              | + 3h 19' 16" |
| 62   | Pascal Eenkhoorn (NED)         | Team Jumbo–Visma                   | + 3h 21' 01" |
| 63   | Davide Villella (ITA)          | Cofidis                            | + 3h 23' 54" |
| 64   | Jonathan Castroviejo (ESP)     | Ineos Grenadiers                   | + 3h 24' 18" |
| 65   | Nicolas Prodhomme (FRA)        | AG2R Citroën Team                  | + 3h 27' 00" |
| 66   | Ben Swift (GBR)                | Ineos Grenadiers                   | + 3h 27' 26" |
| 67   | Francesco Gavazzi (ITA)        | Eolo–Kometa                        | + 3h 35' 13" |
| 68   | Vincenzo Albanese (ITA)        | Eolo–Kometa                        | + 3h 35' 53" |
| 69   | José Joaquín Rojas (ESP)       | Movistar Team                      | + 3h 37' 21" |
| 70   | Matteo Sobrero (ITA)           | Team BikeExchange–Jayco            | + 3h 44' 44" |
| 71   | Rémy Rochas (FRA)              | Cofidis                            | + 3h 46' 28" |
| 72   | Giovanni Aleotti (ITA)         | Bora–Hansgrohe                     | + 3h 48' 32" |
| 73   | Dario Cataldo (ITA)            | Trek–Segafredo                     | + 3h 49' 24" |
| 74   | Thomas De Gendt (BEL)          | Lotto–Soudal                       | + 3h 49' 52" |
| 75   | Mauro Schmid (SUI)             | Quick-Step Alpha Vinyl Team        | + 3h 52' 22" |
| 76   | Eduardo Sepúlveda (ARG)        | Drone Hopper–Androni Giocattoli    | + 3h 54' 40" |
| 77   | Diego Rosa (ITA)               | Eolo–Kometa                        | + 3h 58' 26" |
| 78   | Edoardo Zardini (ITA)          | Drone Hopper–Androni Giocattoli    | + 4h 03' 18" |
| 79   | Diego Andrés Camargo (COL)     | EF Education–EasyPost              | + 4h 05' 46" |
| 80   | Callum Scotson (AUS)           | Team BikeExchange–Jayco            | + 4h 05' 51" |
| 81   | James Knox (GBR)               | Quick-Step Alpha Vinyl Team        | + 4h 09' 18" |
| 82   | Mattia Bais (ITA)              | Drone Hopper–Androni Giocattoli    | + 4h 12' 26" |
| 83   | Erik Fetter (HUN)              | Eolo–Kometa                        | + 4h 12' 51" |
| 84   | Stefano Oldani (ITA)           | Alpecin–Fenix                      | + 4h 13' 50" |
| 85   | Salvatore Puccio (ITA)         | Ineos Grenadiers                   | + 4h 14' 36" |
| 86   | Lilian Calmejane (FRA)         | AG2R Citroën Team                  | + 4h 17' 30" |
| 87   | Jasha Sütterlin (GER)          | Team Bahrain Victorious            | + 4h 23' 10" |
| 88   | Anthony Perez (FRA)            | Cofidis                            | + 4h 26' 42" |
| 89   | Jos van Emden (NED)            | Team Jumbo–Visma                   | + 4h 31' 35" |
| 90   | Jaakko Hänninen (FIN)          | AG2R Citroën Team                  | + 4h 32' 32" |
| 91   | Simone Ravanelli (ITA)         | Drone Hopper–Androni Giocattoli    | + 4h 32' 42" |
| 92   | Alessandro De Marchi (ITA)     | Israel–Premier Tech                | + 4h 34' 50" |
| 93   | Christopher Juul-Jensen (DEN)  | Team BikeExchange–Jayco            | + 4h 41' 31" |
| 94   | Pierre-Luc Périchon (FRA)      | Cofidis                            | + 4h 43' 35" |
| 95   | Magnus Cort (DEN)              | EF Education–EasyPost              | + 4h 44' 51" |
| 96   | Mirco Maestri (ITA)            | Eolo–Kometa                        | + 4h 45' 59" |
| 97   | Edoardo Affini (ITA)           | Team Jumbo–Visma                   | + 4h 48' 11" |
| 98   | Oier Lazkano (ESP)             | Movistar Team                      | + 4h 52' 44" |
| 99   | Davide Ballerini (ITA)         | Quick-Step Alpha Vinyl Team        | + 4h 56' 56" |
| 100  | Tobias Bayer (AUT)             | Alpecin–Fenix                      | + 4h 57' 16" |
| 101  | Alexander Cataford (CAN)       | Israel–Premier Tech                | + 5h 01' 44" |
| 102  | Tobias Ludvigsson (SWE)        | Groupama–FDJ                       | + 5h 02' 16" |
| 103  | Jacopo Mosca (ITA)             | Trek–Segafredo                     | + 5h 03' 07" |
| 104  | Romain Combaud (FRA)           | Team DSM                           | + 5h 03' 35" |
| 105  | Aimé De Gendt (BEL)            | Intermarché–Wanty–Gobert Matériaux | + 5h 03' 53" |
| 106  | Luca Rastelli (ITA)            | Bardiani–CSF–Faizanè               | + 5h 12' 56" |
| 107  | Lawson Craddock (USA)          | Team BikeExchange–Jayco            | + 5h 13' 16" |
| 108  | Patrick Gamper (AUT)           | Bora–Hansgrohe                     | + 5h 13' 44" |
| 109  | Dries De Bondt (BEL)           | Alpecin–Fenix                      | + 5h 17' 20" |
| 110  | Barnabás Peák (HUN)            | Intermarché–Wanty–Gobert Matériaux | + 5h 19' 47" |
| 111  | Nico Denz (GER)                | Team DSM                           | + 5h 24' 09" |
| 112  | Michael Hepburn (AUS)          | Team BikeExchange–Jayco            | + 5h 26' 35" |
| 113  | Oscar Riesebeek (NED)          | Alpecin–Fenix                      | + 5h 27' 57" |
| 114  | Sacha Modolo (ITA)             | Bardiani–CSF–Faizanè               | + 5h 28' 00" |
| 115  | Ignatas Konovalovas (LTU)      | Groupama–FDJ                       | + 5h 30' 15" |
| 116  | Matthew Holmes (GBR)           | Lotto–Soudal                       | + 5h 33' 05" |
| 117  | Andrij Ponomar (UKR)           | Drone Hopper–Androni Giocattoli    | + 5h 33' 47" |
| 118  | Senne Leysen (BEL)             | Alpecin–Fenix                      | + 5h 38' 59" |
| 119  | Otto Vergaerde (BEL)           | Trek–Segafredo                     | + 5h 39' 05" |
| 120  | Cesare Benedetti (POL)         | Bora–Hansgrohe                     | + 5h 41' 28" |
| 121  | Simone Consonni (ITA)          | Cofidis                            | + 5h 41' 36" |
| 122  | Alberto Dainese (ITA)          | Team DSM                           | + 5h 41' 37" |
| 123  | Jenthe Biermans (BEL)          | Israel–Premier Tech                | + 5h 42' 24" |
| 124  | Lawrence Naesen (BEL)          | AG2R Citroën Team                  | + 5h 45' 54" |
| 125  | Davide Bais (ITA)              | Eolo–Kometa                        | + 5h 47' 49" |
| 126  | Samuele Rivi (ITA)             | Eolo–Kometa                        | + 5h 48' 28" |
| 127  | Miles Scotson (AUS)            | Groupama–FDJ                       | + 5h 48' 32" |
| 128  | Fernando Gaviria (COL)         | UAE Team Emirates                  | + 5h 50' 24" |
| 129  | Reto Hollenstein (SUI)         | Israel–Premier Tech                | + 5h 51' 25" |
| 130  | Arnaud Démare (FRA)            | Groupama–FDJ                       | + 5h 54' 06" |
| 131  | Edward Theuns (BEL)            | Trek–Segafredo                     | + 5h 58' 13" |
| 132  | Ramon Sinkeldam (NED)          | Groupama–FDJ                       | + 6h 01' 25" |
| 133  | Michael Schwarzmann (GER)      | Lotto–Soudal                       | + 6h 08' 22" |
| 134  | Alex Dowsett (ITA)             | Israel–Premier Tech                | + 6h 10' 38" |
| 135  | Davide Cimolai (ITA)           | Cofidis                            | + 6h 16' 34" |
| 136  | Jacopo Guarnieri (ITA)         | Groupama–FDJ                       | + 6h 16' 35" |
| 137  | Rick Zabel (GER)               | Israel–Premier Tech                | + 6h 19' 48" |
| 138  | Phil Bauhaus (GER)             | Team Bahrain Victorious            | + 6h 20' 13" |
| 139  | Wesley Kreder (NED)            | Cofidis                            | + 6h 22' 10" |
| 140  | Julius van den Berg (NED)      | EF Education–EasyPost              | + 6h 24' 30" |
| 141  | Rui Oliveira (POR)             | UAE Team Emirates                  | + 6h 27' 39" |
| 142  | Maximiliano Richeze (ARG)      | UAE Team Emirates                  | + 6h 27' 58" |
| 143  | Filippo Tagliani (ITA)         | Drone Hopper–Androni Giocattoli    | + 6h 29' 04" |
| 144  | Clément Davy (FRA)             | Groupama–FDJ                       | + 6h 34' 20" |
| 145  | Mark Cavendish (GBR)           | Quick-Step Alpha Vinyl Team        | + 6h 46' 38" |
| 146  | Bert Van Lerberghe (BEL)       | Quick-Step Alpha Vinyl Team        | + 6h 48' 50" |
| 147  | Matthias Brändle (AUT)         | Israel–Premier Tech                | + 6h 52' 52" |
| 148  | Pieter Serry (BEL)             | Quick-Step Alpha Vinyl Team        | + 6h 57' 02" |
| 149  | Roger Kluge (GER)              | Lotto–Soudal                       | + 7h 13' 57" |

### Vijolična majica
| Poz. | Kolesar                    | Ekipa                           | Točke |
| ---- | -------------------------- | ------------------------------- | ----- |
| 1    | Arnaud Démare (FRA)        | Groupama–FDJ                    | 254   |
| 2    | Fernando Gaviria (COL)     | UAE Team Emirates               | 136   |
| 3    | Mark Cavendish (GBR)       | Quick-Step Alpha Vinyl Team     | 132   |
| 4    | Mathieu van der Poel (NED) | Alpecin–Fenix                   | 105   |
| 5    | Alberto Dainese (ITA)      | Team DSM                        | 95    |
| 6    | Dries De Bondt (BEL)       | Alpecin–Fenix                   | 83    |
| 7    | Simone Consonni (ITA)      | Cofidis                         | 73    |
| 8    | Phil Bauhaus (GER)         | Team Bahrain Victorious         | 72    |
| 9    | Koen Bouwman (NED)         | Team Jumbo–Visma                | 71    |
| 10   | Filippo Tagliani (ITA)     | Drone Hopper–Androni Giocattoli | 70    |

### Modra majica
| Poz. | Kolesar                 | Ekipa                              | Točke |
| ---- | ----------------------- | ---------------------------------- | ----- |
| 1    | Koen Bouwman (NED)      | Team Jumbo–Visma                   | 294   |
| 2    | Giulio Ciccone (ITA)    | Trek–Segafredo                     | 163   |
| 3    | Alessandro Covi (ITA)   | UAE Team Emirates                  | 102   |
| 4    | Diego Rosa (ITA)        | Eolo–Kometa                        | 94    |
| 5    | Davide Formolo (ITA)    | UAE Team Emirates                  | 87    |
| 6    | Jai Hindley (AUS)       | Bora–Hansgrohe                     | 78    |
| 7    | Lennard Kämna (GER)     | Bora–Hansgrohe                     | 78    |
| 8    | Santiago Buitrago (COL) | Team Bahrain Victorious            | 71    |
| 9    | Richard Carapaz (ECU)   | Ineos Grenadiers                   | 65    |
| 10   | Jan Hirt (CZE)          | Intermarché–Wanty–Gobert Matériaux | 57    |

### Bela majica
| Poz. | Kolesar                 | Ekipa                       | Čas          |
| ---- | ----------------------- | --------------------------- | ------------ |
| 1    | Juan Pedro López (ESP)  | Trek–Segafredo              | 86h 49' 54"  |
| 2    | Santiago Buitrago (COL) | Team Bahrain Victorious     | + 5' 43"     |
| 3    | Pavel Sivakov (FRA)     | Ineos Grenadiers            | + 23' 03"    |
| 4    | Thymen Arensman (NED)   | Team DSM                    | + 23' 51"    |
| 5    | Luca Covili (ITA)       | Bardiani–CSF–Faizanè        | + 1h 11' 44" |
| 6    | Gijs Leemreize (NED)    | Team Jumbo–Visma            | + 1h 41' 00" |
| 7    | Vadim Pronski (KAZ)     | Astana Qazaqstan Team       | + 1h 44' 30" |
| 8    | Mauri Vansevenant (BEL) | Quick-Step Alpha Vinyl Team | + 1h 45' 04" |
| 9    | Attila Valter (HUN)     | Groupama–FDJ                | + 1h 57' 13" |
| 10   | Ben Tulett (GBR)        | Ineos Grenadiers            | + 2h 08' 46" |

### Ekipna razvrstitev
| Poz. | Ekipa                              | Čas          |
| ---- | ---------------------------------- | ------------ |
| 1    | Team Bahrain Victorious            | 259h 48' 12" |
| 2    | Bora–Hansgrohe                     | + 4' 07"     |
| 3    | Ineos Grenadiers                   | + 1h 22' 29" |
| 4    | Intermarché–Wanty–Gobert Matériaux | + 1h 23' 57" |
| 5    | Astana Qazaqstan Team              | + 2h 18' 46" |
| 6    | Trek–Segafredo                     | + 2h 21' 10" |
| 7    | Team Jumbo–Visma                   | + 2h 40' 16" |
| 8    | UAE Team Emirates                  | + 3h 21' 02" |
| 9    | Team BikeExchange–Jayco            | + 3h 29' 58" |
| 10   | Movistar Team                      | + 3h 39' 45" |

### Vmesni šprinti
| Poz. | Kolesar                   | Ekipa                           | Točke |
| ---- | ------------------------- | ------------------------------- | ----- |
| 1    | Filippo Tagliani (ITA)    | Drone Hopper–Androni Giocattoli | 78    |
| 2    | Mattia Bais (ITA)         | Drone Hopper–Androni Giocattoli | 45    |
| 3    | Koen Bouwman (NED)        | Team Jumbo–Visma                | 32    |
| 4    | Stefano Oldani (ITA)      | Alpecin–Fenix                   | 29    |
| 5    | Diego Rosa (ITA)          | Eolo–Kometa                     | 28    |
| 6    | Dries De Bondt (BEL)      | Alpecin–Fenix                   | 25    |
| 7    | Julius van den Berg (NED) | EF Education–EasyPost           | 22    |
| 8    | Richard Carapaz (ECU)     | Ineos Grenadiers                | 19    |
| 9    | Giulio Ciccone (ITA)      | Trek–Segafredo                  | 19    |
| 10   | Bauke Mollema (NED)       | Trek–Segafredo                  | 19    |

### Begi
| Poz. | Kolesar                  | Ekipa                           | Km  |
| ---- | ------------------------ | ------------------------------- | --- |
| 1    | Mattia Bais (ITA)        | Drone Hopper–Androni Giocattoli | 617 |
| 2    | Filippo Tagliani (ITA)   | Drone Hopper–Androni Giocattoli | 581 |
| 3    | Diego Rosa (ITA)         | Eolo–Kometa                     | 301 |
| 4    | Koen Bouwman (NED)       | Team Jumbo–Visma                | 293 |
| 5    | Mirco Maestri (ITA)      | Eolo–Kometa                     | 247 |
| 6    | Dries De Bondt (BEL)     | Alpecin–Fenix                   | 207 |
| 7    | Davide Gabburo (ITA)     | Bardiani–CSF–Faizanè            | 192 |
| 8    | Alessandro Tonelli (ITA) | Bardiani–CSF–Faizanè            | 188 |
| 9    | Pascal Eenkhoorn (NED)   | Team Jumbo–Visma                | 182 |
| 10   | Samuele Rivi (ITA)       | Eolo–Kometa                     | 172 |

### Športnost
| Poz. | Ekipa                              | Točke |
| ---- | ---------------------------------- | ----- |
| 1    | Team Bahrain Victorious            | 0     |
| 2    | Cofidis                            | 0     |
| 3    | Team DSM                           | 0     |
| 4    | Trek–Segafredo                     | 20    |
| 5    | Bora–Hansgrohe                     | 30    |
| 6    | Quick-Step Alpha Vinyl Team        | 30    |
| 7    | Intermarché–Wanty–Gobert Matériaux | 50    |
| 8    | Eolo–Kometa                        | 50    |
| 9    | Bardiani–CSF–Faizanè               | 60    |
| 10   | Astana Qazaqstan Team              | 70    |